# Alex Kidd
Alex Kidd — серия видеоигр в жанре платформера, разработанная компанией Sega. Героем всех игр серии является мальчик Алекс Кидд. Его часто называют маскотом Sega до появления Ежа Соника, однако официально он им не являлся. После появления игр серии Sonic the Hedgehog компания перестала выпускать игры про Алекса Кидда, но он впоследствии имел камео в некоторых других играх компании.
Первая игра серии, Alex Kidd in Miracle World, была выпущена в 1986 году эксклюзивно для игровой консоли Sega Master System. Последующие игры серии также выходили только на игровых консолях Sega, но некоторые из них впоследствии были переизданы на сервисе Virtual Console для Wii.
Первая игра серии распространялась как в виде отдельного картриджа, так и в виде встроенной игры, присутствующей в некоторых версиях игровой консоли Master System.